# Шоссе Лагос — Момбаса
Шоссе Лагос-Момбаса — важный автодорожный маршрут, пересекающий африканский континент с запада на восток, разработанный с участием Экономической комиссии ООН для Африки, Африканского банка развития и Африканского союза. На карте трансафриканских автомобильных дорог этот путь обозначен тёмно-зелёным цветом — TAH  (Trans-African Highway № 8). Протяжённость маршрута составляет 6259 км, но вместе с продолжающимся в том же направлении на 4010 км TAH  (шоссе Дакар — Лагос) образует с востока на запад самое длинное автодорожное пересечение Африки, общей протяжённостью 10 269 км.
С запада на восток маршрут проходит через Нигерию, Камерун, Центральноафриканскую Республику (ЦАР), Демократическую республику Конго (ДР Конго), Уганду и Кению, используя существующие и строящиеся национальные автодороги этих государств:
| Номер    | — Трасса —           |
| Нигерия  | Нигерия              |
| -------- | -------------------- |
| A121     | Лагос — Бенин-Сити   |
| A232     | Бенин-Сити — Энугу   |
| A343     | Энугу — Эмандак      |
| A4       | Эмандак — Иком       |
| ?        | Иком — Камерун       |
| Камерун  |                      |
| N6       | Нигерия — Бафусам    |
| N4       | Бафусам — Обала      |
| N1       | Обала — Гаруа-Булай  |
| ?        | Гаруа Булай — ЦАР    |
| ЦАР      |                      |
| RN3      | Камерун — Босамбель  |
| RN1      | Босамбель — Банги    |
| ДР Конго |                      |
| N23      | Зонго — Идама        |
| N6       | Идама — Дулия        |
| N4       | Дулия — Бени (город) |
| ?        | Бени — Уганда        |
| Уганда   |                      |
| A109     | ДР Конго — Кения     |
| Кения    |                      |
| A104     | Уганда — Ати-Ривер   |
| A109     | Ати-Ривер — Момбаса  |

## Западный участок
В Нигерии и в Камеруне все проходящие через эти страны трансафриканские шоссе полностью заасфальтированы. Кроме того, здесь можно проехать альтернативными автодорожными маршрутами. Приграничный между этими странами участок пути Екок-Мамфе был заасфальтирован в 2015 году.
От Яунде на юг ответвляется важная автотрасса через Габон и Матади (она заасфальтирована до самого юга Габона), которая в настоящее время является главной дорогой между северо-западной и южной частями Африки.

## Пересечение бассейна реки Конго

### Трудности сооружения дорог в джунглях
Наиболее трудным участком 8-го трансафриканского шоссе является его центральная часть. Здесь путь преграждает огромный массив густого непроходимого экваториального леса с топкой болотистой ежедневно размываемой тропическими ливнями землёй, с необходимостью частых переправ через реки, со множеством насекомых, змей, крокодилов, с распространённостью здесь малярии.
Для скоростной автотрассы здесь необходимо возвести сотни, и даже тысячи, больших мостов над множеством пересекаемых дорогой многоводных (и сезонных) рек и ручьёв. Против строительства дорог яростно протестуют свои и иностранные экологи, а также некоторые авторитетные шаманы, запугивающие суеверных аборигенов недопустимостью потревожить грандиозным дорожным строительством страшных лесных духов предков. Некоторые чиновники чинят препятствия, опасаясь, что из-за трансконтинентальных дорог, увеличится конкуренция завезённых по этим дорогам товаров с местными производителями, а также — контрабанда наркотиков, оружия, порнографии, проституция и СПИД.

### Необходимость автодорог
Конечно, проще было бы обойти с севера проблемный участок джунглей Конго, построив скоростную дорогу через более сухие территории ЦАР и Южного Судана, где меньше рек и лесов. Однако и в тропических лесах тоже живут миллионы людей, которым очень нужны дороги, чтобы избавиться от бедности с помощью активной внутренней и межгосударственной торговли, оживления малого и среднего предпринимательства, снижения цен на привозные товары, улучшения бытовых условий и привлечения туристов. Благодаря автодорогам, население Африки уже может оперативно обслуживаться автомобилями скорой медицинской помощи, полиции, пожарных, спасательных, ремонтных и строительных служб. По автодорожной сети распространяются медицинские и образовательные услуги в ранее недоступных районах, организуются спортивные, культурные и религиозные мероприятия.

### Заявленный маршрутTAH 8
В западной части Центральноафриканской Республики дороги находятся в достаточно хорошем состоянии, хотя страну сотрясают государственные перевороты и гражданские войны с религиозным геноцидом. В этих условиях трудно строить или реконструировать тысячи километров автодорог с мостами и тоннелями, постоянно поддерживая в рабочем состоянии трансафриканский маршрут.
Сложности есть и в Демократической Республике Конго: конголезский кризис, восстание Симба, диктатура Мобуту, вторая конголезская война, конфликт в Киву (2012—2013), восстание Камвины Нсапу, коррупция.
Тем не менее, руководители ДР Конго рекомендуют автомобилистам пересекать страну от Зонго (на берегу р. Убанги — напротив Банги) на юг — через Гемену до Лисалы и Бумбы на берегах р. Конго. Затем на северо-восток необходимо проехать большой «крюк» через Буту, из которой опять на юг — до миллионного города Кисангани. К востоку от Бени (город) возвышаются горы Рувензори, поэтому маршрут в обход гор резко уходит на юг — до угандийского пограничного поста в Мпондве. Эта грунтовая дорога часто непроходима из-за дождей, поэтому от Кисангани предпочтительнее может быть более длинный маршрут (по карте-схеме обозначен чёрным цветом) до руандийской границы в Букаву, с надеждой, что предлагаемая национальная дорога № 3 (ДР Конго) была уже частично заасфальтирована, хотя после Второй войны она не использовалась к югу от Валикале. Из Букаву асфальтированное шоссе проходит Кигали (Руанда) и соединяется в Кампале (Уганда) с первым вариантом маршрута.

### Альтернативные пути
Более светло-зелёным пунктиром на карте показано северное прохождение автомобильного маршрута от Банги по дороге RN2 в ЦАР до другого пограничного с ДР Конго города — Бангасу. Считается, что дорогу легче построить в более возвышенной и сухой местности, поэтому предполагается модернизировать уже имеющийся путь через Бангасу, Бондо (Демократическая Республика Конго) и Буту по трассе N4, которая после гражданских войн в Конго стала непроходимой.
Также неэффективными оказались попытки проложить описываемый маршрут ещё севернее, обходя неблагоприятную территорию ДР Конго через ЦАР и Судан, поскольку на этом пути оказалась не менее разрушительная гражданская война в Южном Судане.

## Восточная часть маршрута
Восточный участок шоссе Лагос — Момбаса заасфальтирован уже несколько десятилетий и является единственной частью всей сети, где непосредственно используется название «Трансафриканское шоссе», которое можно увидеть на нескольких дорожных указателях. Это — главная (но не единственная) автомагистраль между регионом Великих озёр Африки и Индийским океаном. Поскольку движение транспорта через ДР Конго сильно затруднено, восточный участок TAH № 8 является основным автомобильным торговым маршрутом для северной и восточной части этой страны. После войны в Конго по этому шоссе доставляются предметы первой необходимости различными агентствами по оказанию помощи и благотворительными организациями.
В Уганде есть возможность воспользоваться альтернативными маршрутами:
- A109 пересекает всю страну с запада на восток;
- Дорога Катунгуру - Мбарара[англ.] — Мбарара-Масака роуд — Масака-Кампала роуд.

Самый южный вариант шоссе 8 TAH через восточную часть ДР Конго, Бужумбуру (Бурунди), Кигали и Мбарару считается важной дорогой к Индийскому океану в Момбасе, хотя из Бурунди и из Кигали гораздо ближе до морского порта Танга в Танзании.

## Пересечения с другими трансафриканскими автомобильными дорогами
- С Западноафриканским береговым шоссе[англ.]  в Лагосе (Нигерия)
- С Транссахарским шоссе  в Лагосе
- С Шоссе Триполи-Кейптаун  участок дороги от г. Гаруа-Булай[англ.] в Камеруне до г. Буар в ЦАР является общим
- С Шоссе Каир-Кейптаун  в Найроби (Кения)